# Problema dei tre corpi

Traiettorie approssimative di tre corpi identici situati ai vertici di un triangolo scaleno e aventi velocità iniziale nulla. Si vede che il centro di massa, in accordo con la legge di conservazione della quantità di moto, non si sposta, quindi la risultante delle forze e delle accelerazioni è nulla

Il problema dei tre corpi è una classe di problemi della dinamica di base relativi alla meccanica classica. In generale esso consiste nel calcolare, date la posizione iniziale, la massa e la velocità di tre corpi soggetti all'influsso della reciproca attrazione gravitazionale, l'evoluzione futura del sistema da essi costituito.

## Descrizione
Si potrebbe pensare in linea di principio che il calcolo possa essere effettuato risolvendo le equazioni differenziali ordinarie derivanti dalle leggi del moto di Isaac Newton, come avviene normalmente in presenza di due corpi; si dimostra tuttavia che la soluzione generale delle equazioni dinamiche di un sistema gravitazionale a tre corpi, che pure esiste ed è analitica, non è scrivibile in alcun modo in una forma esplicita che risulti più semplice delle equazioni originali di partenza.
Soluzioni esplicite si possono trovare soltanto per casi particolari, come esposto nella sezione seguente; soluzioni di tipo approssimato, invece, sono ottenibili introducendo varie semplificazioni. Queste ultime si possono catalogare in due grandi gruppi:
- soluzioni di tipo numerico (un calcolatore determina per via approssimata l'evoluzione del sistema);
- soluzioni basate su perturbazioni.

In entrambi i casi, il risultato trovato è valido solo per un determinato lasso di tempo, oltre il quale il comportamento del sistema, che è di tipo caotico, diverge in modo imprevedibile.

### Problema dei tre corpi semplificato
Diversi casi pratici di sistemi a tre corpi sono affrontabili in una versione semplificata. Problemi semplificati sono stati studiati da molti matematici e fisici famosi, tra cui Jean Sylvain Bailly con il suo Saggio sulla teoria dei satelliti di Giove e Joseph-Louis Lagrange (nel XVIII secolo), Henri Poincaré (verso la fine del XIX secolo) e l'italiano Tullio Levi-Civita (nel XX secolo).
Il lavoro di Poincaré sul problema dei tre corpi è alla base della teoria del caos deterministico e della conseguente teoria dei sistemi complessi.
Nel caso di corpi (pianeti) in moto circolare reciproco di cui uno abbia massa trascurabile rispetto agli altri due, esistono cinque punti di equilibrio detti punti Lagrangiani. Tre di questi (L1, L2, L3) giacciono sulla retta dei due corpi maggiori, uno compreso nel segmento avente per estremi i due corpi maggiori e due esterni ad esso; queste posizioni sono instabili. I restanti due punti (L4, L5) sono collocati sull'orbita del pianeta di massa intermedia e, rispetto a quest'ultimo, un punto è in anticipo di 60° e l'altro è in ritardo di 60°; quindi i segmenti immaginari che congiungono i due corpi maggiori fra loro e con i punti L4 ed L5 formano due triangoli equilateri. Per un rapporto elevato tra le masse dei due corpi maggiori (superiore a {\displaystyle ({25+3{\sqrt {69}}})/2}), L4 ed L5  sono punti di equilibrio stabili: eventuali oggetti di massa trascurabile, situati in queste posizioni, orbiterebbero stabilmente intorno al corpo maggiore. È il caso di Giove e degli asteroidi troiani orbitanti attorno al Sole.
Un altro caso semplificato è il problema dei tre corpi nella formulazione di Eulero (pubblicato nelle sue memorie del 1760), in cui un corpo è in movimento nel campo gravitazionale prodotto da altre due masse immobili. Il problema è risolubile analiticamente ma richiede l'impiego di integrali ellittici.
Nel 1912 il matematico finlandese-svedese Karl Frithiof Sundman sviluppò una serie convergente che offre una soluzione al problema dei tre corpi semplificato. Per ottenere una precisione adeguata nei calcoli richiede un numero elevatissimo di termini (nell'ordine di 108.000.000) per cui il metodo non è utilizzabile in pratica.